# Omanovac
Omanovac falu Horvátországban Pozsega-Szlavónia megyében. Közigazgatásilag Pakráchoz tartozik.

## Fekvése
Pozsegától légvonalban 42, közúton 57 km-re északnyugatra, községközpontjától légvonalban és közúton 6 km-re északra, Nyugat-Szlavóniában fekszik. Áthalad rajta a Daruvárt Pakráccal összekötő D5-ös számú főút.

## Története
A 17. század végétől a török kiűzése után a területre folyamatosan telepítették be a keresztény lakosságot. Omanovac első lakói pravoszláv vlachok voltak, akik mellé később horvátokat is telepítettek. Az első katonai felmérés térképén „Dorf Omanovacz” néven találjuk. Lipszky János 1808-ban Budán kiadott repertóriumában „Omanovacz” néven szerepel. Nagy Lajos 1829-ben kiadott művében „Omanovacz” néven összesen 27 házzal, 492 ortodox vallású lakossal találjuk.
A településnek 1857-ben 350, 1910-ben 873 lakosa volt. 1910-ben a népszámlálás adatai szerint lakosságának 60%-a horvát, 20%-a szerb, 14%-a cseh, 5%-a magyar anyanyelvű volt. Pozsega vármegye Pakráci járásának része volt. Az első világháború után 1918-ban az új szerb-horvát-szlovén állam, majd később (1929-ben) Jugoszlávia része lett. 1991-ben lakosságának 72%-a horvát, 16%-a szerb nemzetiségű volt. A délszláv háború idején a falu nagy szerepet játszott Pakrác védelmében. A horvát különleges rendőri erők 1991. augusztus 21-én ebből az irányból érkezve mentették fel a védőket a várost aknákkal támadó szerb erőktől. 1991. december 2-án a varasdi 104. dandár két harcosa esett el a falu határában a Pakrác környéki harcokban. A falunak 2011-ben 147 lakosa volt.

## Lakossága
| Lakosság változása | Lakosság változása | Lakosság változása | Lakosság változása | Lakosság változása | Lakosság változása | Lakosság változása | Lakosság változása | Lakosság változása | Lakosság változása | Lakosság változása | Lakosság változása | Lakosság változása | Lakosság változása | Lakosság változása | Lakosság változása |
| ------------------ | ------------------ | ------------------ | ------------------ | ------------------ | ------------------ | ------------------ | ------------------ | ------------------ | ------------------ | ------------------ | ------------------ | ------------------ | ------------------ | ------------------ | ------------------ |
| 1857               | 1869               | 1880               | 1890               | 1900               | 1910               | 1921               | 1931               | 1948               | 1953               | 1961               | 1971               | 1981               | 1991               | 2001               | 2011               |
| 145                | 200                | 188                | 249                | 279                | 366                | 418                | 475                | 437                | 430                | 424                | 352                | 300                | 261                | 186                | 147                |

## Nevezetességei
Szent Lukács evangélista tiszteletére szentelt római katolikus kápolnája 1925-ben épült a régi fakápolna helyén.